# Ballou Tabla
Ballou Jean-Yves Tabla (Abidjan, 31 maart 1999) is een Canadees-Ivoriaans voetballer die doorgaans speelt als middenvelder. In januari 2024 verruilde hij Manisa voor Atlético Ottawa. Tabla maakte in 2018 zijn debuut in het Canadees voetbalelftal.

## Clubcarrière
Tabla werd geboren in Ivoorkust maar verhuisde naar Canada als kind. In 2012 kwam hij terecht in de jeugdopleiding van Montreal Impact. Deze doorliep hij en begin 2016 kwam hij terecht bij FC Montreal, het tweede team van Impact. Met dit elftal speelde hij in de United Soccer League. Na een jaar sloot Tabla zich aan bij het eerste elftal van Montreal Impact. Zijn debuut voor Impact maakte de middenvelder op 5 maart 2017, toen door een doelpunt van Aníbal Godoy met 1–0 verloren werd op bezoek bij San Jose Earthquakes. Tabla moest van coach Mauro Biello op de reservebank beginnen en na drieënzestig minuten viel hij in voor Dominic Oduro.
In januari 2018 maakte Tabla de overstap naar Barcelona, waar hij zijn handtekening zette onder een verbintenis voor de duur van tweeënhalf jaar, met een optie op twee seizoenen extra. Bij Barcelona ging hij eerst spelen in het tweede elftal. Een jaar na zijn komst naar Barcelona werd Tabla voor een half seizoen verhuurd aan Albacete. Na deze verhuurperiode werd hij tijdelijk ondergebracht bij zijn oude club Montreal Impact. Deze nam hem begin 2020 definitief over, tot en met het kalenderjaar 2021. Hierna verkaste hij binnen Canada naar Atlético Ottawa. Tabla keerde begin 2023 terug naar Europa, toen Manisa hem naar Turkije haalde. Een jaar later tekende hij opnieuw voor Atlético Ottawa, voor drie seizoenen.

## Clubstatistieken
| Seizoen | Club              | Competitie           | Competitie | Competitie | Beker | Beker | Internationaal | Internationaal | Totaal | Totaal |
| Seizoen | Club              | Competitie           | Wed.       | Dlp.       | Wed.  | Dlp.  | Wed.           | Dlp.           | Wed.   | Dlp.   |
| ------- | ----------------- | -------------------- | ---------- | ---------- | ----- | ----- | -------------- | -------------- | ------ | ------ |
| 2016    | FC Montreal       | United Soccer League | 21         | 5          | —     | —     | —              | —              | 21     | 5      |
| 2017    | Montreal Impact   | Major League Soccer  | 21         | 2          | 3     | 1     | —              | —              | 24     | 3      |
| 2017/18 | Barcelona B       | Segunda División A   | 12         | 1          | —     | —     | —              | —              | 12     | 1      |
| 2018/19 | Barcelona B       | Segunda División B   | 18         | 2          | —     | —     | —              | —              | 18     | 2      |
| 2018/19 | → Albacete        | Segunda División A   | 2          | 0          | 0     | 0     | —              | —              | 0      | 0      |
| 2019    | → Montreal Impact | Major League Soccer  | 4          | 0          | 0     | 0     | —              | —              | 4      | 0      |
| 2020    | Montreal Impact   | Major League Soccer  | 5          | 1          | 0     | 0     | 2              | 0              | 7      | 1      |
| 2021    | Montreal Impact   | Major League Soccer  | 2          | 0          | 2     | 2     | —              | —              | 4      | 2      |
| 2022    | Atlético Ottawa   | Championship         | 30         | 7          | 1     | 0     | —              | —              | 31     | 7      |
| 2022/23 | Manisa            | 1. Lig               | 14         | 3          | 0     | 0     | —              | —              | 14     | 3      |
| 2023/24 | Manisa            | 1. Lig               | 7          | 1          | 2     | 0     | —              | —              | 9      | 1      |
| 2024    | Atlético Ottawa   | Championship         | 30         | 2          | 3     | 1     | —              | —              | 33     | 3      |
| 2025    | Atlético Ottawa   | Championship         | 3          | 1          | 0     | 0     | —              | —              | 3      | 1      |
| Totaal  | Totaal            | Totaal               | 169        | 25         | 10    | 4     | 2              | 0              | 181    | 29     |

Bijgewerkt op 25 april 2025.

## Interlandcarrière
Tabla maakte zijn debuut in het Canadees voetbalelftal op 16 oktober 2018. Op die dag werd een kwalificatiewedstrijd voor de Nations League 2019/20 tegen Dominica met 5–0 gewonnen. De doelpunten werden gemaakt door Jonathan David, Junior Hoilett, Lucas Cavallini, Malcolm Joseph (eigen doelpunt) en Cyle Larin. Tabla moest van bondscoach John Herdman op de reservebank beginnen en hij mocht negen minuten na rust invallen voor David. De andere Canadese debutanten dit duel waren Alessandro Busti (Juventus) en Zachary Brault-Guillard (Olympique Lyon).
| Interlands van Ballou Tabla voor Canada | Interlands van Ballou Tabla voor Canada | Interlands van Ballou Tabla voor Canada | Interlands van Ballou Tabla voor Canada | Interlands van Ballou Tabla voor Canada | Interlands van Ballou Tabla voor Canada |
| №                                       | Datum                                   | Wedstrijd                               | Uitslag                                 | Competitie                              | Goals                                   |
| Als speler bij Barcelona B              | Als speler bij Barcelona B              | Als speler bij Barcelona B              | Als speler bij Barcelona B              | Als speler bij Barcelona B              | Als speler bij Barcelona B              |
| --------------------------------------- | --------------------------------------- | --------------------------------------- | --------------------------------------- | --------------------------------------- | --------------------------------------- |
| 1                                       | 16 oktober 2018                         | Canada – Dominica                       | 5 – 0                                   | Nations League 2019/20 kwalificatie     |                                         |
| 2                                       | 18 november 2018                        | Saint Kitts en Nevis – Canada           | 0 – 1                                   | Nations League 2019/20 kwalificatie     |                                         |

Bijgewerkt op 25 april 2025.